# Triopa (figlio di Elio)
Triopa (in greco antico: Τριόπας?, Triópas) è un personaggio della mitologia greca. Era uno dei sette maschi denominati Eliadi.

## Genealogia
Figlio di Elio e di Rodo.

## Mitologia
Triopa e tre dei suoi fratelli erano gelosi degli studi sulle scienze di Tenage e così lo uccisero; quando il crimine fu scoperto, Triopa fuggì in Caria e si recò su un promontorio che ricevette il suo nome (il Promontorio Triopiano) e successivamente fondò la città di Cnido.
A Delfi esisteva una statua equestre a lui dedicata che fu offerta dagli abitanti di Cnido.